# Haití en los Juegos Paralímpicos de Londres 2012
Haití estuvo representado en los Juegos Paralímpicos de Londres 2012 por tres deportistas, dos hombres y una mujer. El equipo paralímpico haitiano no obtuvo ninguna medalla en estos Juegos.